# Клавирска Соната бр. 1 (Бетовен)
Бетовенова Клавирска Соната бр. 1 у Еф-молу, оп. 2, бр 1, написана је 1795. и посвећена Јозеф Хајдну. Типично извођење целог дела траје од 17 до 20 минута.
Товеј је написао: "Господин Хјуберт Пари је пригодно упоредио отварање [ове сонате] са оном у финалу Моцартове Сифонија у Ге-молу да покаже колико му је ближа Бетовенова текстура. Спорог кретања ... добро илуструје ретке случајеве када Бетовен имитира Моцарта на штету сопственог правилног богатства тона и мисли, а финале у централној епизоди доноси погрешно и нешто дифузно структуре у Моцартовом стилу, ка директном сукобу са Бетовенским темама у својој сажетости као у својој тмурној страсти."